# Крейн, Стивен
Сти́вен Крейн (англ. Stephen Crane; 1 ноября 1871, Ньюарк, Нью-Джерси, США — 5 июня 1900, Баденвайлер, Германия) — американский поэт, прозаик и журналист, представитель импрессионизма, основоположник верлибра в американской поэзии. Оказал большое влияние на англоязычную культуру.

## Биография
Родился 1 ноября 1871 года в Ньюарке (штат Нью-Джерси). Его отец, методистский священник, умер, когда мальчику было 10 лет. Окончив школу в 1888 году, учился в Клэверак-колледже (Claverack College), в 1890 года перешёл в Лафайет-колледж (англ.), а затем в Сиракузском университете. В юности занимался журналистикой, играл в бейсбол. Начал писать в 15 лет. В 1891 году умерла мать Крейна. Он переехал в Нью-Йорк, где снял комнату в бедном районе и устроился работать газетным репортером. Его мастерство как очеркиста скоро было замечено всеми. Он начал писать первую большую вещь, повесть о жизни обитателей нью-йоркских меблированных комнат. Его книга «Мэгги, уличная девчонка» (англ. Maggie: A Girl of the Streets) 1893 года — история молодой работницы, которую ледяное безразличие ближних загнало на панель. Издатели отвергли книгу, и Крейн издал повесть за свой счет под псевдонимом Джонстон Смит (англ. Johnston Smith). Книга продавалась плохо, но была одобрена влиятельными литераторами Хэмлином Гарлендом и Уильямом Дином Хоуэллсом, которым писатель послал экземпляры. Последний писал:
Никому еще не удавалось так ярко изобразить фатальную силу нужды.
На книгу появилось много рецензий, автор становится известен, знакомится с такими писателями как Марк Твен и Фрэнсис Брет Гарт.
В те же годы начал работать над стихами, вдохновленный творчеством Эмили Дикинсон, книга которой незадолго до этого попала к нему в руки. Стихи в сборнике «Черные всадники и другие строки» (англ. The Black Riders and Other Lines) 1895 года объединены мотивом странствий поэта и его размышлений на философские и религиозные темы. Вторым после Уолта Уитмена Крейн использует технику свободного стиха. По стилю же он и Уитмен — антиподы: для стихов Крейна характерны лаконизм, афористичность, горькая ирония и сдержанность чувств.
Одновременно со стихами написал книгу, принесшую ему мировую славу: «Алый знак доблести», которая до сих пор считается лучшим в американской литературе романом о Гражданской войне в США. Журнальный вариант романа, появившийся в 1894 году, был восторженно встречен читателями. Книжное же издание романа в 1895 году принесло писателю известность и финансовый успех. В 1895 году отправился в поездку по западным штатам США и Мексике, в результате которой написал целую серию газетных очерков, а главное — такие знаменитые рассказы, как «Голубой отель» (англ. The Blue Hotel) и «Как новобрачная приехала в Йеллоу-Скай» (англ. The Bride Comes to Yellow Sky). В 1896 издал вторую версию «Мэгги», несколько умерив морализаторский пыл повествования и «смягчив» диалог.
В конце 1896 года Крейн уехал на Кубу. 2 января 1897 года судно, на котором он путешествовал, затонуло, и Крейн чудом добрался до берега. Позже эта история нашла отражение в известнейшем крейновском рассказе «Шлюпка». В том же году вышли романы «Мать Джорджа» (англ. George's Mother, 1896), реалистическая картина распада отношений между блудным сыном и религиозной матерью, и «Третья фиалка» (англ. The Third Violet, 1896), романтическая история любви нью-йоркских художников, а также сборник рассказов «Маленький полк» (англ. The Little Regiment, 1896).
В 1897 году Крейн отправился на поля сражений греко-турецкой войны и посылал репортажи оттуда в американские газеты. После окончания войны Крейн обосновался в Англии. В число его новых друзей-литераторов вошли Генри Джеймс, Джозеф Конрад и Герберт Уэллс. В 1898 году выходит книга его рассказов «Шлюпка и другие приключенческие рассказы» (англ. The Open Boat and Other Tales of Adventure, 1898). На следующий год выходит второй сборник стихов Крейна «Добрая война» (англ. War is kind, 1899). В него вошли некоторые его ранние стихи, также как и написанные в год перед публикацией тексты. «Я объявляю войну войне», — так Крейн охарактеризовал тему своей новой книги, содержащей как импрессионистические зарисовки, так и философские стихотворения.
Последние годы жизни писателя были омрачены туберкулёзом. К тому же он никак не мог освободиться от долгов, что заставляли его работать не покладая рук. Он опубликовал роман «На действительной службе» (англ. Active Service, 1899), книги рассказов психологического жанра «Чудовище и другие рассказы» (англ. The Monster and Other Stories, 1899), «Раны под дождем» (англ. Wounds in the Rain, 1900) и «Уиломвильские рассказы» (англ. Whilomville Stories, 1900). Даже издатели умоляли его не работать с таким напряжением. В 1900 году Крейн уже в основном диктовал свои рассказы и новый роман «О’Рудди» (англ. The O'Ruddy, 1903, завершен Р. Барром после смерти писателя), так как был не в состоянии писать. Крейн умер 5 июня 1900 года в Германии, в курортном городке Баденвайлер, где впоследствии от той же болезни умер Чехов.
Посмертная судьба его наследия была более или менее благополучной. Собрание его сочинений насчитывает 12 томов (по российским меркам, 6). Крейн был и остается непревзойденным мастером короткого рассказа, у которого учились Хемингуэй, Фолкнер и Драйзер. Рассказы «Шлюпка» и «Голубой отель» считаются лучшими американскими рассказами всех времён. Хемингуэй писал по этому поводу: «У Крейна есть два замечательных рассказа: „Шлюпка“ и „Голубой отель“. „Голубой отель“ лучше». Прославивший Крейна роман «Алый знак доблести» до сих пор переиздается миллионными тиражами и переведён на все основные языки. Как поэт, Крейн определил пути развития англоязычной поэзии на целое столетие. Его влияние признавали такие поэты как Карл Сэндберг, Уильям Карлос Уильямс, Томас Стернз Элиот. Известный поэт Джон Берримен опубликовал свою биографию Стивена Крейна. Герберт Уэллс писал о нем:
Крейн — несомненно, лучший писатель нашего поколения.

## Публикации на русском языке
- Бег Юности: Рассказы / Пер. Натальи Камионской. — М.: Огонёк, 1929. — 40 с. — (Библиотека «Огонёк» ; № 460).
- Алый шеврон мужества / Пер. Ю. Флевицкого. — Нью-Йорк: Изд-во им. Чехова, 1954. — 221 с.
- Стихотворения / Пер. Андрея Сергеева и Владимира Британишского // Поэзия США. — М.: Прогресс, 1982.
- Алый знак доблести / С. Крейн. Спрут / Ф. Норрис. — М. : Худож. лит., 1989. — 670 с. — (Библиотека литературы США).
- Мэгги, уличная девчонка // Американская повесть / Сост. А. Старцева. — М., 1991. — (Библиотека литературы США). — Т. 1.
- Полное собрание стихотворений. / Сост. и перевод Анатолия Кудрявицкого. — Чебоксары: Медиум, 1994.
- Голубой отель: Новеллы / Сост. Л. Г. Беспалова. — М.: Текст, 1998. — 223 с.
- Полное собрание стихотворений. / Сост. и перевод Анатолия Кудрявицкого. — Дублин: изд-во Lynx, 2011

## Экранизации
- «Алый знак доблести»
  - 1951 — «Алый знак доблести» (англ. The Red Badge of Courage) — американская чёрно-белая драма режиссёра Джона Хьюстона.
  - 1974 — «Алый знак доблести» (англ. The Red Badge of Courage) — американская телевизионная драма режиссёра Ли Филипса.
  - 2008 — «Тобрук» (словац. Tobruk) — словацкий военный фильм режиссёра Вацлава Мархоула.
- «Голубой отель»
  - 1973 — «Голубой отель» (нем. Das blaue Hotel) — шведско-западногерманский телевизионный вестерн режиссёра Станислава Барабаса.
  - 1977 — «Голубой отель» (англ. The Blue Hotel) — американская телевизионная драма режиссёра Яна Кадара.
  - 1997 — «Голубой отель» (англ. The Blue Hotel) — американский короткометражный вестерн режиссёра Эндрю Джорджа.
- «Как новобрачная приехала в Йеллоу-Скай»
  - 1952 — «Лицом к лицу» (англ. Face to Face) — американский вестерн режиссёров Джона Брама и Бритейна Уиндаста.
- «Чудовище»
  - 1959 — «Лицо огня» (англ. Face of Fire) — шведско-американская драма режиссёра Альберта Бэнда.

## В культуре
- Телесериал Мужественные всадники (1997 год). Роль исполнил Адам Сторке.

## Память
Изображение писатея присутствует на обложке альбома The Beatles "Sergeant Pepper's Lonely Hearts Club Band" (3-й ряд, 46 место).